# 4885 Grange
A 4885 Grange (ideiglenes jelöléssel 1980 LU) a Naprendszer kisbolygóövében található aszteroida. Carolyn Shoemaker fedezte fel 1980. június 10-én.